# معركة الباغوز فوقاني
معركة الباغوز فوقاني هو هجوم عسكري قامت به قوات سوريا الديمقراطية في 9 فبراير 2019، بمساعدة من التحالف الذي تقودة الولايات المتحدة، وهو جزء من حملة دير الزور العسكرية. وتتألف المعركة من سلسلة من الهجمات البرية داخل وحول مدينة الباغوز فوقاني السورية بالقرب من الحدود العراقية، وللمعركة أهمية كبيرة بسبب انها تدور في آخر معقل لتنظيم داعش في شرق سوريا.
بعد سلسلة من الهجمات نجحت قوات سوريا الديمقراطية والتحالف الذي تقودة الولايات المتحدة بتطويق تنظيم داعش في مجموعة من القرى الصغيرة المكتظة بالسكان على طول نهر الفرات خلال الأسبوع الأول من المعركة، وأدعت قوات سوريا الديمقراطية بأن عدد كبير من المدنيين المتواجدين في القرى، هم أقارب لمقاتلي داعش ومعظمهم من الأجانب. وتحت إشراف قوات التحالف، قامت قوات سوريا الديمقراطية بشن هجمات عنيفة ثم استأنفت الهجوم للسماح للمقاتلين المسلحين بالاستسلام وكذلك من أجل إجلاء الرهائن والمدنين من القرى المتحصنة بها داعش من أجل تقليل الخسائر في صفوف المدنيين. وبسبب المقاومة الشرسة التي قام بها الجهاديين في القرى المكتظة بالمدنيين تحولت المعركة إلى حصار طويل الأمد.

## خلفية تاريخية

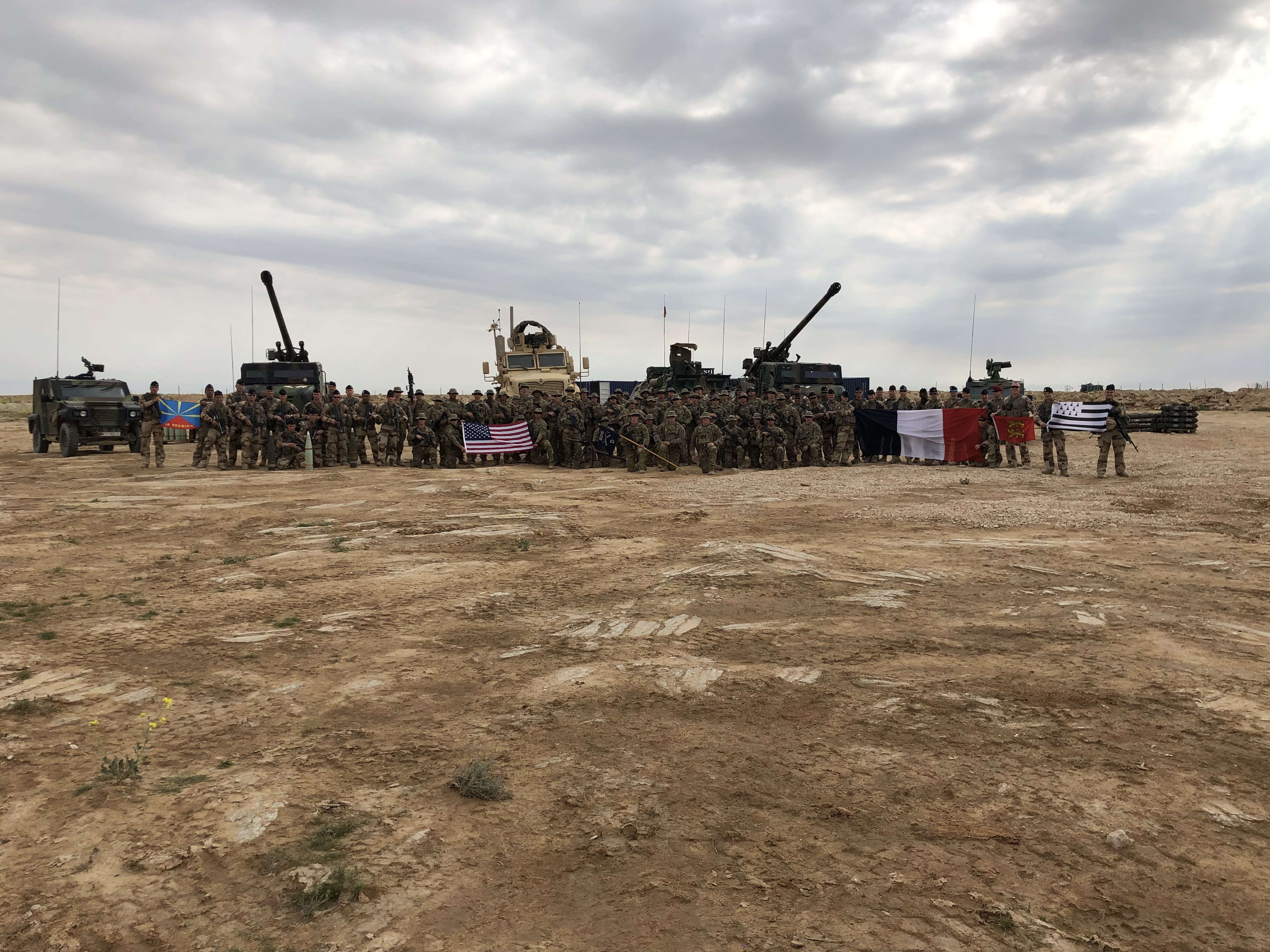
جنود أمريكيون وفرنسيون يدعمون معركة الباغوز فوقاني من العراق

منذ سبتمبر 2017، أطلقت قوات سوريا الديمقراطية حملة عسكرية في الريف الشرقي من محافظة دير الزور بهدف السيطرة على الأراضي القابعة تحت قبضة تنظيم الدولة الإسلامية في العراق والشام. وقام التحالف الذي تقودة الولايات المتحدة بدعم قوات سوريا الديمقراطية أثناء الحملة بالدعم الجوي المستمر، كذلك بنيران المدفعية، والقوات الخاصة. وأطلقت قوات سوريا الديمقراطية المرحلة الثالثة والاخيرة من حملتها في سبتمبر 2018، واستولت تدريجياً على مناطق تنظيم داعش المتاخمة لنهر الفرات بالقرب من الحدود العراقية السورية. بحلول 1 فبراير 2019، أصبح تنظيم داعش محاصر من نهر الفرات المسيطر عليه من قبل القوات الموالية لبشار الأسد من جهة ومن قوات سوريا الديمقراطية من جميع الجهات الأخرى في منطقة مساحتها أربعة كم²، كذلك قامت القوات العراقية بالانتشار على الحدود لمنع تسلل مقاتلين داعش عبر الحدود إلى العراق. وأدت الهجرة الجماعية الهائلة للمدنيين إلى تعقيد الوضع وعرقلة تقدم العمليات العسكرية، حيث أوقفت قوات سوريا الديمقراطية تقدمها لمدة 10 أيام تقريبًا قبل المعركة النهائية. في غضون الأيام العشرة التي سبقت المعركة، فر أكثر من 100 الف مدني من المنطقة المحاصر بها تنظيم داعش. ذكرت قوات سوريا الديمقراطية أن عددًا من الرهائن الأجانب، بمن فيهم الصحفي البريطاني المفقود جون كانتلي والكاهن اليسوعي الإيطالي المختطف الأب باولو دالوليو، محتجزين في المنطقة المحاصرة.
في 9 فبراير 2019، قامت وزيرة الدفاع الفرنسية فلورنس بارلي بزيارة قاعدة سهم، وهي قاعدة مشتركة فرنسية أمريكية، مخصصة للدعم بالنيران المدفعية بالقرب من مدينة القائم في العراق، وهذه القاعدة كان لها دور كبير بدعم حملة قوات سوريا الديمقراطية ضد تنظيم داعش. خلال لقائها بالقوات الفرنسية في القاعدة، صرحت بأن فرنسا «عازمة على إكمال هذه المعركة حتى النهاية ضد من قاموا بضربها»، في إشارة إلى الهجمات الإرهابية التي نفذتها داعش في فرنسا في السنوات الأخيرة.

## التطورات خلال المعركة
قبل المعركة وأثنائها، تم التركيز بشكل كبير على الوضع الإنساني في منطقة داعش المحاصرة. وساعدت قوات سوريا الديمقراطية في نقل عشرات الآلاف من المدنيين إلى مخيمات اللاجئين في شمال شرق سوريا، بينما احتجزت قوات سوريا الديمقراطية أيضًا أكثر من 1.000 شخص وعائلاتهم بسبب ارتباطهم بتنظيم داعش. وفي المراحل الأخيرة من المعركة بدأت كل من قوات سوريا الديمقراطية والولايات المتحدة في حث الدول على استلام مواطنينهم الجهاديين الأسرى وإعادتهم إلى أوطانهم.
في 21 فبراير 2019، صرح مسؤول عراقي بأن قوات سوريا الديمقراطية تحتجز 650 عراقي من مقاتلي داعش وأنها تقوم بالاجراءات لإعادتهم إلى العراق، واستلمت السلطات العراقية الدفعة الأولى التي يبلغ تعدادها 150 عراقي وهذه الدفعة جزء من عدة دفعات بموجب اتفاق أبرم لتسليم 502 مقاتل بشكل إجمالي. تسلمت السلطات العراقية 231 عراقي كدفعة ثانية، مما يجعلها أكبر عملية إعادة أعضاء داعش إلى أوطانهم حتى الآن. في 24 فبراير، ذكرت السلطات العراقية أن قوات سوريا الديمقراطية سلمتها 13 مشتبها بهم من داعش. وصرح بعض المسؤولين العراقيين بأن الثلاثة عشر من أصول فرنسية.
بحلول الأول من مارس، ارتفع عدد سكان مخيم الهول للاجئين إلى أكثر من 50.000، بسبب عمليات إجلاء المدنيين الهائلة من مدينة الباغوز فوقاني. واعلنت منظمات الإغاثة عن قلقها من انتشار الأمراض في المخيم بسبب عدد السكان الهائل. ذكرت الأمم المتحدة أن 84 شخصًا، معظمهم من الأطفال، ماتوا في طريقهم إلى مخيم الهول، منذ ديسمبر 2018. ارتفع هذا العدد إلى 100 بحلول نهاية المعركة، وزاد عدد سكان مخيم الهول إلى أكثر من 74.000 شخص.
في 7 مارس، صرح قائد القيادة المركزية الأمريكية الجنرال جوزيف فوتيل بأنأن متشددي الدولة الإسلامية الذين يخرجون من الباغوز فوقاني ”غير نادمين ولا مستسلمين وما زالوا على تشددهم“ مشيرا إلى أنهم سينتظرون ”الوقت المناسب للعودة من جديد“. وأضاف ”نحتاج لتوخي اليقظة والبقاء في وضع هجومي على هذه المنظمة التي أصبحت مشتتة ومجزأة وتضم زعماء ومقاتلين وأشخاصا يقومون بتسهيل المهام فضلا عن وجود موارد وفكر منحرف“. وقد أكدت تصريحات الجنرال جوزيف فوتيل المقابلات اللاحقة مع مسلحي داعش الذين استسلموا وبعض أفراد أسرهم، حيث ظل العديد من مقاتلي داعش الذين تم إجلاؤهم وعائلاتهم غير نادمين وموالين بشكل كبير لـ «دولة الخلافة» وكانوا يأملون بأن تكون هناك «فتوحات» في المستقبل.